# Batalha de Halidon Hill
A Batalha de Halidon Hill ocorreu em 19 de julho de 1333, quando um exército escocês comandado por Sir Arquibaldo Douglas (falecido em 1333) atacou um exército inglês comandado pelo rei Eduardo III da Inglaterra (r. 1327–1377) e foi fortemente derrotado. No ano anterior, Edward Balliol havia tomado a coroa escocesa de David II, de cinco anos (r. 1329–1371), sub-repticiamente apoiado por Eduardo III. Isso marcou o início da Segunda Guerra da Independência Escocesa. Balliol foi logo expulso da Escócia por uma revolta popular, que Eduardo III usou como um casus belli, invadindo a Escócia em 1333. O alvo imediato era a estrategicamente importante cidade fronteiriça de Berwick-upon-Tweed, que os ingleses sitiaram em março.
Um grande exército escocês avançou para socorrer a cidade. Eles tentaram e não conseguiram atrair os ingleses para longe de Berwick. Em meados de julho, sabendo que Berwick estava à beira da rendição e sabendo que eram muito mais fortes que os ingleses, os escoceses atacaram. Eles manobraram sem sucesso para se posicionar e então lançaram um ataque aos ingleses, que haviam assumido uma posição defensiva favorável. Os arqueiros ingleses causaram pesadas baixas escocesas durante sua aproximação, e quando os escoceses entraram em contato com a infantaria inglesa, a luta foi curta. As formações escocesas desmoronaram e os escoceses fugiram em desordem. Os homens de armas ingleses montaram e perseguiram os escoceses por 8 mi (12,87 km), causando mais baixas pesadas. O comandante escocês e muitos nobres escoceses foram mortos durante a batalha.
Berwick se rendeu nos termos do dia seguinte. Balliol foi reinstalado como rei da Escócia depois de ceder grande parte de seu território a Eduardo III e concordar em homenagear o equilíbrio. Os oponentes de Balliol não admitiram a derrota e ele foi deposto novamente em 1334, restaurado em 1335 e deposto novamente em 1336. Em 1337, a Guerra dos Cem Anos deflagrou entre a França e a Inglaterra, o que permitiu a David II consolidar sua posição na Escócia. Em 1346, os escoceses foram derrotados de forma decisiva na Batalha de Neville's Cross com pesadas perdas e David foi capturado. Passaram-se onze anos antes que os termos fossem acordados para a libertação de David. Eles incluíram uma trégua anglo-escocesa, que durou quatro décadas e marcou o fim da Segunda Guerra da Independência Escocesa.

Território cedido à Inglaterra por Eduardo Balliol no Tratado de Newcastle (1334)
Território escocês não reivindicado pela Inglaterra
território escocês cedido
Inglaterra

## Consequências
Os ingleses acreditavam que a batalha tinha terminado a guerra com a Escócia e Eduardo partiu para o sul. Balliol e seus aliados rapidamente reprimiram qualquer resistência remanescente na Escócia. Eles seguiram para o norte e realizaram um parlamento na capital escocesa, Perth, em outubro de 1333, onde Balliol restaurou terras para os nobres "deserdados" que o haviam ajudado a chegar ao trono no ano anterior. Ao fazê-lo, ele desapropriou uma nova geração de nobreza escocesa de suas terras, garantindo assim a continuação do conflito. Balliol tinha pelo menos o controle nominal da maior parte da Escócia e em um ponto apenas quatro fortificações permaneceram nas mãos dos partidários de David II. Em 19 de junho de 1334, Balliol fez uma homenagem a Eduardo pela Escócia, depois de ceder formalmente à Inglaterra os oito condados do sudeste da Escócia.  Os partidários de David não admitiram a derrota e Balliol foi deposto mais tarde em 1334. Eduardo liderou uma campanha de inverno e Balliol foi restaurado em 1335. Balliol foi deposto mais uma vez em 1336, tendo Eduardo feito novamente ampla campanha por toda a Escócia. Em 1337, a Guerra dos Cem Anos eclodiu com a França e os esforços ingleses se concentraram nesta frente, permitindo que o jovem rei David consolidasse sua posição na Escócia.
 

Em 1346, Eduardo liderou um exército inglês no norte da França, vencendo a Batalha de Crécy e cercando Calais. Encorajados pelo rei francês, os escoceses invadiram a Inglaterra com um grande exército, convictos de que poucas tropas inglesas seriam deixadas para defender as cidades ricas do norte de Inglaterra. Os escoceses foram decisivamente derrotados na Batalha da Cruz de Neville com pesadas perdas e seu rei foi capturado. Decorreram onze anos até que os termos fossem acordados para a libertação de David. O seu resgate foi estabelecido num total de 100 000 marcos, a ser pago em prestações anuais ao longo de dez anos, aos 24 de junho (Dia de São João Batista) de cada ano, durante o qual uma trégua anglo-escocesa proibiu qualquer cidadão escocês de portar armas contra Eduardo III ou qualquer um dos seus homens. Esta trégua durou quatro décadas e marcou o fim da Segunda Guerra de Independência da Escócia.